# FK Proseč
FK Proseč je český fotbalový klub z města Proseč v Pardubickém kraji. Od sezony 2022/23 působí v I.A třídě Pardubického kraje (6. nejvyšší soutěž). Klubovými barvami jsou modrá a bílá. Klub byl založen v roce 1934. Největším úspěchem je 2. místo v I.A třídě Pardubického kraje v sezoně 2019/20 a první postup do Přeboru Pardubického kraje v klubové historii.

## Historické názvy klubu[3]
- 1934-1994 - TJ Sokol Proseč
- 1994-dosud - FK Proseč

## Umístění A mužstva v jednotlivých sezonách[4]
| Česko (2004 – současnost) |                                    |        |    |        |
| Sezóna                    | Soutěž                             | Úroveň | B  | Pozice |
| 2004/05                   | II. třída okresu Chrudim           | 8      | 35 | 8.     |
| 2005/06                   | II. třída okresu Chrudim           | 8      | 65 | 1.     |
| 2006/07                   | I.B třída Pardubického kraje, sk.B | 7      | 36 | 7.     |
| 2007/08                   | I.B třída Pardubického kraje, sk.A | 7      | 40 | 6.     |
| 2008/09                   | I.B třída Pardubického kraje, sk.A | 7      | 32 | 9.     |
| 2009/10                   | I.B třída Pardubického kraje, sk.A | 7      | 23 | 13.    |
| 2010/11                   | II. třída okresu Chrudim           | 8      | 33 | 10.    |
| 2011/12                   | II. třída okresu Chrudim           | 8      | 38 | 8.     |
| 2012/13                   | II. třída okresu Chrudim           | 8      | 50 | 3.     |
| 2013/14                   | II. třída okresu Chrudim           | 8      | 69 | 1.     |
| 2014/15                   | I.B třída Pardubického kraje, sk.A | 7      | 42 | 5.     |
| 2015/16                   | I.B třída Pardubického kraje, sk.A | 7      | 44 | 7.     |
| 2016/17                   | I.B třída Pardubického kraje, sk.A | 7      | 52 | 2.     |
| 2017/18                   | I.B třída Pardubického kraje, sk.A | 7      | 47 | 6.     |
| 2018/19                   | I.B třída Pardubického kraje, sk.A | 7      | 58 | 2.     |
| ** 2019/20                | I.A třída Pardubického kraje       | 6      | 34 | 2.     |
| ** 2020/21                | Přebor Pardubického kraje          | 5      | 7  | 14.    |
| 2021/22                   | Přebor Pardubického kraje          | 5      | 14 | 14.    |
| 2022/23                   | I.A třída Pardubického kraje       | 6      |    |        |

**= sezona předčasně ukončena z důvodu pandemie covidu-19
- 2019/20 - Proseč dostala po odstoupení Poličky (pro sezonu 2020/21 se přihlásila do I.A třídy) možnost postupu do Přeboru Pardubického kraje, kterou využila[5]. FC Libišany (1. místo v I.A třídě 2019/20) zájem o postup neprojevil.
- 2022/23 - Proseč se i přes záchranu v Krajském přeboru přihlásila do I.A třídy Pardubického kraje